# HOME (樂隊)
HOME是香港一支獨立樂隊，成立於2009年11月。現任成員包括：Frederick Cheng(鄭俊弘)。、Sam Shum(沈國榮)、Sunny Ku(辜明毅)及Tommy Sung(宋亦霖)

## 組成
結他手Sam和主音Frederick看了日本樂隊Mr.Children的《Mr.Children "HOME" TOUR 2007》DVD後深受感動，於是決定組成樂隊HOME創作音樂。樂隊成員深受不同類型的音樂影響，熱愛創作，希望透過音樂分享生活，激勵同樣熱愛音樂的人。

### 成員
- Frederick Cheng 鄭俊弘（主音、節奏結他手）
- Sam Shum 沈國榮（結他手）
- Sunny Ku 辜明毅（低音結他手）
- Tommy Sung 宋亦霖（鼓手）

## 作品
| 作品                               | 作曲     | 作詞 | 備註                                                      |
| HOME（页面存档备份，存于）         | Fred     | Fred |                                                           |
| 天堂（页面存档备份，存于）         | Sam      | Sam  | 劇集《天與地》第一集配樂之一 天堂MV（页面存档备份，存于） |
| 命運公路                           | Sam      | Sam  |                                                           |
| 失戀以後（页面存档备份，存于）     | Sam      | Sam  |                                                           |
| 番薯先生（页面存档备份，存于）     | Fred     | Fred | 英文歌名為Potato                                          |
| 閃（页面存档备份，存于）           | Sam      | Sam  |                                                           |
| 回到未成年（页面存档备份，存于）   | Sam      | Sam  |                                                           |
| 由他去（页面存档备份，存于）       | Sam      | Sam  |                                                           |
| 夢遊                               | Sam      | Sam  |                                                           |
| 爬（页面存档备份，存于）           | Sam      | Sam  |                                                           |
| 夢想國（页面存档备份，存于）       | Sam      | Sam  |                                                           |
| 出走（页面存档备份，存于）         | Sam      | Sam  |                                                           |
| 黃金大道                           | Sam      | Sam  |                                                           |
| shining eyes（页面存档备份，存于） | Fred,Sam | Fred |                                                           |
| 時光機（页面存档备份，存于）       | Fred     | Fred |                                                           |
| 序（页面存档备份，存于）           | Sam      | Sam  |                                                           |
| 您聽到的聲音（页面存档备份，存于） | Sam      | Sam  |                                                           |
| 燦爛人生（页面存档备份，存于）     | Sam      | Sam  |                                                           |

## 出席活動
- 2009年4月2日：香港中文大學
- 2010年2月26日：《開放音樂》10 街頭音樂系列
- 2011年1月21日：尖沙咀 Manchester United Restaurant Bar 表演
- 2011年1月22日：中環 Backstage Live Restaurant 與 Benji & Lesley 同台演出
- 2011年3月19日：中環 Backstage Live Restaurant 為 Music Battle 演出
- 2011年3月29日：灣仔 The Wanch 酒吧表演
- 2011年5月1日：沙田大會堂露天廣場表演
- 2011年7月2日：灣仔 The Wanch 酒吧表演
- 2011年10月16日：香港文化中心露天廣場「通利"樂"繽紛音樂嘉年華」表演
- 2011年12月18日：青衣海濱公園表演
- 2012年7月15日：青協主辦之中文大學音樂營表演
- 2012年7月30日：九龍灣國際展貿中心 Music Zone @ E-Max "Rock & Roll Party" 表演
- 2013年1月6日：荃灣公園露天劇場「2013 與你荃城音樂馬拉松」表演
- 2013年4月5日：台灣墾丁「第十九屆春天吶喊音樂祭」表演
- 2013年7月12日：青年廣場Y劇場「Dream on 慈善音樂會」表演
- 2013年8月2日：DrumsOnly Music Cafe 表演
- 2013年8月24日：鰂魚涌康怡廣場RACINNE 全新美容專櫃開幕活動及表演
- 2013年11月9日：鄭俊弘星夢成真生日會表演嘉賓
- 2014年9月25日：Times Square MUSIC ROOM Opening Show - HOME Band Show
- 2014年11月1日：鄭俊弘Welcome to My Dreams演唱會2014嘉賓
- 2014年11月7日： AEO Live MEGAzine 創刊Kickoff
- 2015年5月30日： 太極 The Mega Hit 30週年演唱會2015 嘉賓
- 2015年9月5日： 鄭俊弘 THE RED CONCERT 2015 紅色演唱會嘉賓
- 2015年11月7日： 禁毒滅罪耀北區2015（页面存档备份，存于） 嘉賓

## 電視節目
- 2011年5月8日：TVB《Music Café》(為Benji & Lesley做嘉賓)
- 2013年12月7日：TVB《音樂工房》（第242集 - 星夢成真：鄭俊弘大派對）
- 2016年10月15日: TVB J2【Busking不停音樂】「爆Show Band友」~ 介紹樂隊Home

## 電台訪問
- 2013年8月25日：叱吒903 《咆哮山莊》（页面存档备份，存于）

## 外部連結
- Facebook: HOME（页面存档备份，存于）
- Youtube: HOME（页面存档备份，存于）
- Youtube: Music Battle-Home（页面存档备份，存于）